# Filmografia lui Chuck Norris

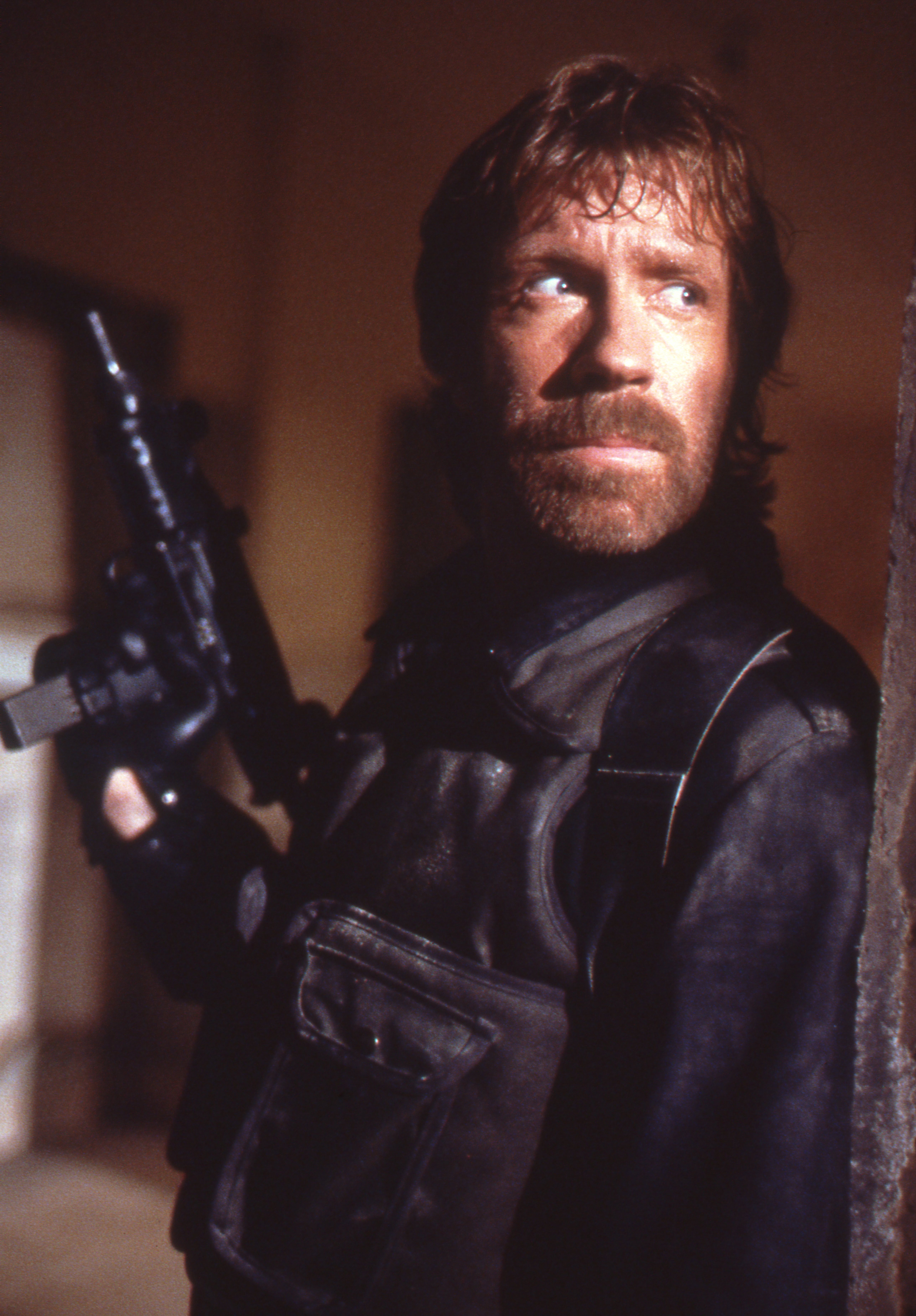
Norris în filmul The Delta Force (1986)

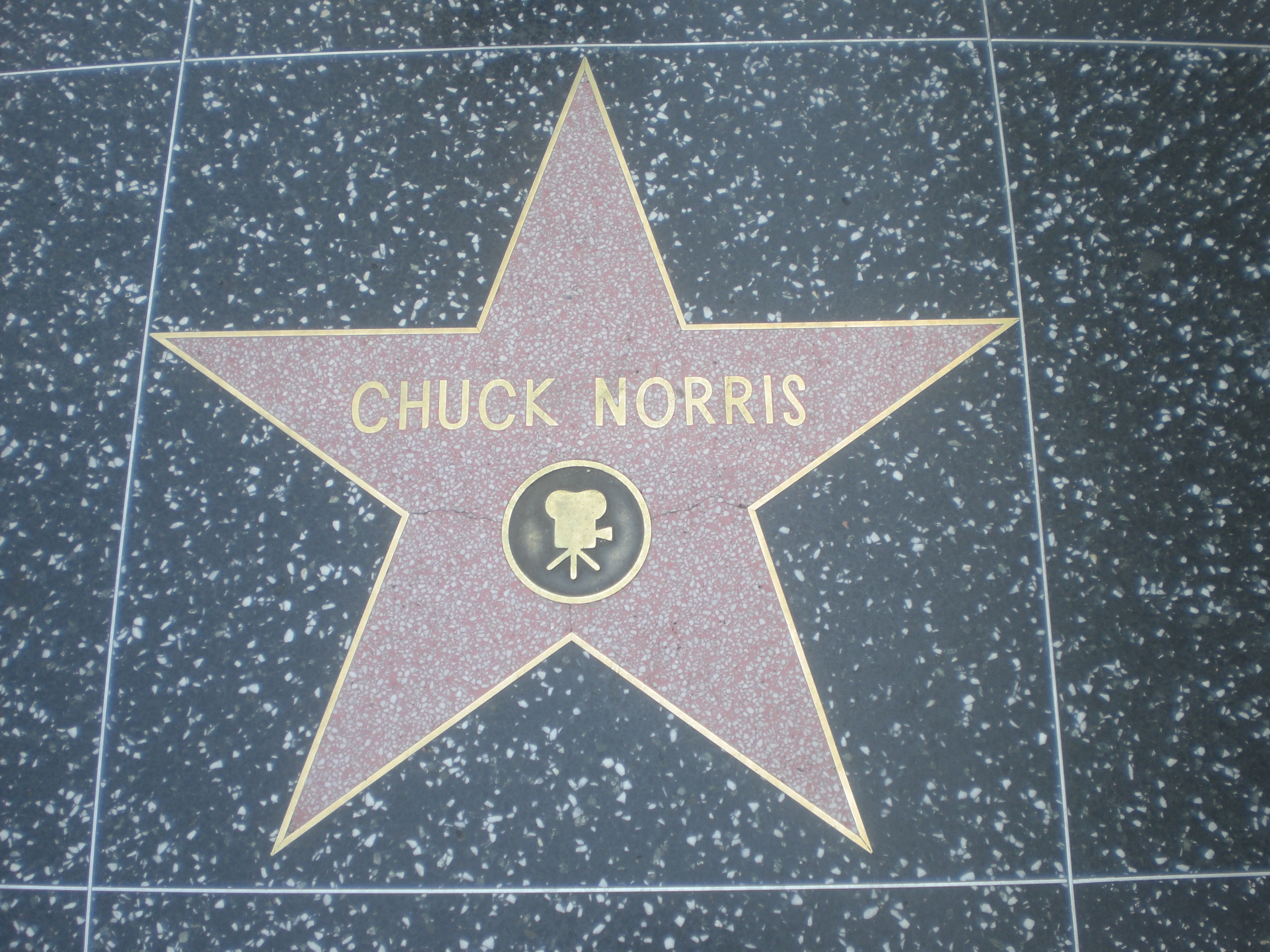
Steaua lui Chuck Norris pe Hollywood Walk of Fame

Chuck Norris este un actor american și expert în arte marțiale. Aceasta este filmografia sa.

## Filmografie
| An        | Titlu                                     | Rol                                    | Note                   |
| --------- | ----------------------------------------- | -------------------------------------- | ---------------------- |
| 1972      | Way of the Dragon                         | Colt                                   |                        |
| 1974      | Slaughter in San Francisco                | Chuck Slaughter                        |                        |
| 1977      | Breaker! Breaker!                         | John David "J.D." Dawes                |                        |
| 1978      | Good Guys Wear Black                      | John T. Booker                         |                        |
| 1979      | A Force of One                            | Matt Logan                             |                        |
| 1980      | The Octagon                               | Scott James                            |                        |
| 1981      | An Eye for an Eye                         | Sean Kane                              |                        |
| 1982      | Silent Rage                               | Sheriff Dan Stevens                    |                        |
| 1982      | Forced Vengeance                          | Josh Randall                           |                        |
| 1983      | Lone Wolf McQuade                         | J.J. McQuade                           |                        |
| 1984      | Missing in Action                         | Col. James Braddock                    |                        |
| 1985      | Missing in Action 2: The Beginning        | Col. James Braddock                    |                        |
| 1985      | Code of Silence                           | Eddie Cusack                           |                        |
| 1985      | Invasion U.S.A.                           | Matt Hunter                            |                        |
| 1986      | The Delta Force                           | Major Scott McCoy                      |                        |
| 1986      | Firewalker                                | Max Donigan                            |                        |
| 1986      | Karate Kommandos                          | Himself/Leader of the Karate Kommandos | Serial de animație     |
| 1988      | Hero and the Terror                       | Danny O'Brien                          |                        |
| 1988      | Braddock: Missing in Action III           | Col. James Braddock                    |                        |
| 1990      | Delta Force 2: The Colombian Connection   | Col. Scott McCoy                       |                        |
| 1991      | The Hitman                                | Cliff Garret                           |                        |
| 1992      | Sidekicks                                 | Himself                                |                        |
| 1993-2001 | Walker, Texas Ranger                      | Ranger Cordell Walker                  | Serial televizat       |
| 1994      | Hellbound                                 | Frank Shatter                          | Direct-to-video        |
| 1995      | Top Dog                                   | Jake Wilder                            |                        |
| 1996      | Forest Warrior                            | John McKenna                           | Direct-to-video        |
| 1998      | Logan's War: Bound by Honor               | Jake Fallon                            | Film televizat         |
| 1999      | Sons of Thunder                           | Ranger Cordell Walker                  | Serial televizat       |
| 2000      | The President's Man                       | Joshua                                 | Film televizat         |
| 2000      | Martial Law                               | Ranger Cordell Walker                  | Serial televizat       |
| 2002      | The President's Man 2: A Line in the Sand | Joshua                                 | Film televizat         |
| 2003      | Bells of Innocence                        | Matthew (an Angel)                     | Direct-to-video        |
| 2003      | Yes, Dear                                 | Himself                                | Program de televiziune |
| 2005      | Walker, Texas Ranger: Trial by Fire       | Ranger Cordell Walker                  | Film televizat         |
| 2005      | The Cutter                                | John Shepherd                          | Direct-to-video        |
| 2012      | The Expendables 2                         | Booker                                 |                        |